# لئونارد هوول
لئونارد هوول (به انگلیسی: Leonard Howell) (زاده ۱۶ ژوئن ۱۸۹۸-۲۵ فوریه ۱۹۸۱) یک شخصیت مذهبی اهل جامائیکا و یکی از اولین کشیشان جنبش راستافار بود.